# ریشه دوم

عبارت ریاضی ریشه دوم x

در ریاضیات، ریشهٔ دوم (به انگلیسی: Square root) یک عدد حقیقی غیرمنفی {\displaystyle x} به صورت {\displaystyle {\sqrt {x}}} نشان داده می‌شود و نتیجهٔ آن عددی حقیقی غیر منفی است که مجذورش (عدد حاصل از ضرب یک عدد در خودش) برابر {\displaystyle x} است.
برای مثال، جذر عدد ۹ برابر ۳ است (به صورت {\displaystyle {\sqrt {9}}=3} نمایش می‌یابد) زیرا داریم: {\displaystyle 3^{2}=3\times 3=9.}
جذر اغلب در هنگام حل معادله درجه دوم یا معادله‌های به شکل {\displaystyle ax^{2}+bx+c=0} استفاده می‌شود، زیرا متغیر {\displaystyle x} به توان دو رسیده‌است.
طبق قانون بنیادی جبری، دو جواب برای ریشهٔ دوم یک عدد وجود دارد (این دو جواب در ریشهٔ دوم عدد صفر با هم یکی هستند). برای هر عدد حقیقی مثبت دو جواب برای ریشهٔ دوم وجود دارد که این دو جواب عددی هستند که یک بار منفی و یک بار مثبت است (به شکل {\displaystyle \pm {\sqrt {x}}}).
ریشهٔ دوم اعدادی که مربع کامل نیستند همواره عددی گنگ است، یعنی اعداد را نمی‌توان به صورت کسری از دو عدد صحیح گویا کرد. برای مثال، {\displaystyle {\sqrt {2}}} را نمی‌توان دقیقاً به صورت {\displaystyle {\frac {m}{n}}} نوشت، که در آن {\displaystyle n} و {\displaystyle m} اعدادی صحیح هستند.
در هر حال این عدد اندازه قطر مربعی به ضلع یک است. از مدت‌های گذشته، عدد {\displaystyle {\sqrt {2}}} را عددی گنگ می‌دانستند و آن را به فیثاغورث نسبت می‌دادند.
نماد ریشهٔ دوم ({\displaystyle {\sqrt {\ }}}) برای اولین بار در قرن شانزدهم استفاده شد. به نظر می‌رسد که این علامت از حرف کوچک r برگرفته شده‌است، که بیانگر واژه لاتین radix به معنای ریشه است.

## خواص
- تابع ریشه دوم، {\displaystyle f(x)={\sqrt {x}}}، تابعی است از مجموعه اعداد حقیقی غیرمنفی {\displaystyle \mathbb {R} ^{+}\cup \{0\}} به خودش.
- تابع ریشه دوم {\displaystyle f(x)={\sqrt {x}}} همواره مقداری منحصربه‌فرد برمی‌گرداند.
- برای به دست آوردن هر دو جواب ریشه دوم، ابتدا اولین جواب را به دست آورید و آن را x1 بنامید، سپس آن را از صفر کم کنید تا x2 به دست آید (x2 = ۰ − x1).
- خواص زیر، مهم‌ترین خواص ریشه دوم هستند که برای هر عدد حقیقی مثبت {\displaystyle x} و {\displaystyle y} صحیح هستند:

{\displaystyle {\sqrt {xy}}={\sqrt {x}}{\sqrt {y}}\qquad }
{\displaystyle {\sqrt {x}}=x^{1/2}}
- ریشه دوم تابعی است از اعداد گویا به اعداد جبری. {\displaystyle {\sqrt {x}}} عددی گویا است، اگر و تنها اگر {\displaystyle x} عددی گویا باشد که بتوان آن را به صورت کسری از دو عدد مربع کامل نشان داد. به‌طور کلی، {\displaystyle {\sqrt {2}}} عددی گنگ است.
- در هندسه، تابع ریشه دوم نگاشتی از سطح یک مربع به طول اضلاعش.
- خلاف یک اشتباه رایج، {\displaystyle {\sqrt {x^{2}}}} لزوماً برابر {\displaystyle x} نیست. این برابری تنها در مواردی که {\displaystyle x} غیرمنفی باشد صدق می‌کند. اما اگر {\displaystyle x<0} باشد، طبق تعریف {\displaystyle {\sqrt {x^{2}}}} است و این یعنی {\displaystyle {\sqrt {x^{2}}}=-x}. در نتیجه برای هر عدد حقیقی {\displaystyle x} داریم {\displaystyle {\sqrt {x^{2}}}=\left|x\right|}. (قدرمطلق را ببینید)

{\displaystyle {\sqrt {x^{2}}}=\left|x\right|={\begin{cases}x,&{\mbox{if }}x\geq 0\\-x,&{\mbox{if }}x<0.\end{cases}}}
- فرض کنید {\displaystyle x} و {\displaystyle a} اعدادی حقیقی هستند به طوری که {\displaystyle x^{2}=a}، و ما می‌خواهیم که {\displaystyle x} را بیابیم. یکی از اشتباهات رایج این است که آن را به «معادله جذر» تبدیل کنیم و از آن {\displaystyle x={\sqrt {a}}} را نتیجه بگیریم. این کار نادرست است، زیرا ریشه دوم {\displaystyle x^{2}} برابر {\displaystyle x} نیست، بلکه {\displaystyle \left|x\right|} است (طبق یکی از خاصیت‌های فوق). اما ما می‌توانیم بگوییم {\displaystyle \left|x\right|={\sqrt {a}}}، و در نتیجه {\displaystyle x=\pm {\sqrt {a}}}.
- در حسابان، مثلاً وقتی می‌خواهیم اثبات کنیم که تابع ما پیوسته یا مشتق‌پذیر یا قابل حدگیری است، می‌توانیم از عبارت زیر استفاده کنیم:

{\displaystyle {\sqrt {x}}-{\sqrt {y}}={\frac {x-y}{{\sqrt {x}}+{\sqrt {y}}}},}
این عبارت برای تمام {\displaystyle x} و {\displaystyle y}های نامنفی به طوری که هر دو صفر نباشند صحیح است.
- نمودار تابع {\displaystyle f(x)={\sqrt {x}}} به شکل زیر است، این نمودار از نصف یک سهمی ساخته می‌شود:

- تابع در تمام {\displaystyle x}های غیرمنفی پیوسته و برای تمام {\displaystyle x}های مثبت مشتق‌پذیر است. (در {\displaystyle x=0} مشتق‌پذیر نیست، زیرا شیب نمودار یا همان تانژانت در این نقطه ∞ است) مشتق این تابع برابر است با:

{\displaystyle f'(x)={\frac {1}{2{\sqrt {x}}}}.}
- در سری تیلور {\displaystyle {\sqrt {x+1}}} در {\displaystyle x=0} و برای {\displaystyle \left|x\right|<1} می‌توان از بسط نیوتن استفاده کرد:

| {\displaystyle {\sqrt {x+1}}\,\!} | {\displaystyle =1+\sum _{n=1}^{\infty }{(-1)^{n+1}(2n-2)! \over n!(n-1)!2^{2n-1}}x^{n}}                  |
|                                   | {\displaystyle =1+{\frac {1}{2}}x-{\frac {1}{8}}x^{2}+{\frac {1}{16}}x^{3}-{\frac {5}{128}}x^{4}+\dots } |

## محاسبه
مقاله اصلی: روش‌های محاسبه ریشه دوم
امروزه روش‌های بسیاری برای محاسبه ریشه دوم وجود دارد، بعضی از آن‌ها را می‌توان بر روی کاغذ انجام داد و بعضی از آن‌ها هم با ماشین، البته همه ماشین‌حساب‌ها دارای دکمه رادیکال نیستند.
اغلب برای حساب کردن ریشه دوم از بعضی برنامه‌های صفحه‌گسترده کامپیوتر و برخی دیگر از نرم‌افزارها استفاده می‌شود. نرم‌افزارهای کامپیوتری قابلیت محاسبه توابع نمایی و لگاریتم طبیعی را دارند و با استفاده از آن ریشه دوم {\displaystyle x} را محاسبه می‌نمایند، به شکل زیر:
{\displaystyle {\sqrt {x}}=e^{{\frac {1}{2}}\ln x}}
برای محاسبه ریشه دوم می‌توان از خط‌کش مهندسی یا جدول لگاریتم کمک گرفت.
رایج‌ترین روش محاسبه ریشه دوم بر روی کاغذ، استفاده از «روش بابلی» است. این روش از یک عملیات ساده استفاده می‌کند، و هر چه این روش را بیشتر انجام دهید به جواب نزدیک‌تر خواهید شد. برای پیدا کردن {\displaystyle r}، ریشه دوم عدد {\displaystyle x}:
1. عددی تصادفی انتخاب کنید که اگر به توان دو برسد به عدد {\displaystyle x} نزدیک‌تر باشد. (بهترین عدد، نزدیک‌ترین عدد کمتر از {\displaystyle x} است)
2. جای {\displaystyle r} را با میانگین {\displaystyle r} و x / r عوض کنید.
3. مراحل ۲ و ۳ را تکرار کنید.

## ریشه دوم اعداد منفی و مرکب
مقاله اصلی: عدد مرکب
مربع هر عدد منفی یا مثبت، عددی مثبت و مربع صفر همان صفر است. با این حال از هیچ عدد منفی نمی‌توان جذر گرفت. اما در یک سیستم اعداد بزرگ به نام اعداد مرکب، می‌توان از اعداد منفی هم ریشه دوم گرفت. برای این کار باید نوع جدیدی از عدد را با عنوان یکای مجازی تعریف کرد، که برابر با جذر عدد -۱ است. این عدد معمولاً به صورت {\displaystyle i} (گاهی اوقات j) نمایش می‌یابد. از علامت زیر برای نمایش ریشه دوم عدد منفی {\displaystyle -x} استفاده می‌کنیم:
{\displaystyle {\sqrt {-x}}=i{\sqrt {x}}}
زیرا:
{\displaystyle (i{\sqrt {x}})^{2}=i^{2}({\sqrt {x}})^{2}=(-1)x=-x}.
در این صورت آرگومان {\displaystyle i} می‌تواند هم منفی و هم مثبت باشد. یکی از اشکالات استفاده از اعداد مرکب این نیست که اعداد منفی و مثبت معنی خود را از دست می‌دهند. این هم مشکلی جدید ایجاد می‌کند: ما نمی‌توانیم {\displaystyle {\sqrt {z}}} را به عنوان ریشه دوم مثبت {\displaystyle z} تعریف کنیم.
برای هر عدد غیر صفر {\displaystyle z} همواره دو عدد {\displaystyle w} وجود دارد که در عبارت w2 = z صدق کند. تعریف معمول √z به این صورت است: اگر {\displaystyle z=r^{i\phi }} در مختصات قطبی با {\displaystyle -\pi <\phi \leq \pi } صدق کند، آن گاه داریم {\displaystyle {\sqrt {z}}=r^{i\phi  \over 2}}. همان‌طور که گفته شد، تابع ریشه دوم در همه جب هولومورفیک است به غیر از اعداد حقیقی غیرمثبت (که در این نقاط [پیوسته] هم نیست). سری تیلور {\displaystyle {\sqrt {1+x}}} برای اعداد مرکب {\displaystyle x} به طوری که |x| <۱ باشد، وجود دارد.
به گاه عددی به مستطیل شکل باشد، می‌توان از فرمول زیر استفاده نمود:
{\displaystyle {\sqrt {x+iy}}={\sqrt {\frac {\left|x+iy\right|+x}{2}}}\pm i{\sqrt {\frac {\left|x+iy\right|-x}{2}}}}
به یاد داشته باشید که چون تابع ریشه دوم در نقاط مرکب گسسته‌است، {\displaystyle {\sqrt {zw}}={\sqrt {z}}\times {\sqrt {w}}} نمی‌تواند همواره صحیح باشد؛ زیرا چندین «مثال نقض» برای آن وجود دارد، مثلاً عبارت زیر نشان می‌دهد که -۱ = ۱:
{\displaystyle -1=i\times i={\sqrt {-1}}\times {\sqrt {-1}}={\sqrt {-1\times -1}}={\sqrt {1}}=1}
سومین مساوی را نمی‌توان اثبات کرد.
اگر چه آن قضیه تنها در -۱ نادرست است (در اعداد بزرگ‌تر از آن صحیح است)، √(zw) = ±√(z)√(w) برای ± یعنی + یا - صحیح است. به یاد داشته باشید که √(c۲) = ±c، و در نتیجه √(a۲b۲) = ±ab و √(zw) = ±√(z)√(w) که در آن a = √(z) و b = √(w) است.

## ریشه دوم ماتریس و عملکردها
مقاله اصلی: ریشه دوم یک ماتریس
اگر {\displaystyle A} یک ماتریس مثبت تعریف‌شده یا یک عملگر باشد، در این صورت ماتریس مثبت تعریف‌شده یا عملگر {\displaystyle B} وجود دارد که در B۲ = A صدق کند، و تعریف می‌کنیم √A = B.
به طوری کلی، برای هر ماتریس معمولی یا عملگر {\displaystyle A}، عملگر {\displaystyle B} وجود دارد که در B۲ = A صدق کند.

## جذرهای تودرتو بی‌کران
در وضعیت‌هایی که بخواهیم تعداد بی شمار ریشه دوم یک عدد را به دست آوریم، مانند:
{\displaystyle x={\sqrt {2+{\sqrt {2+{\sqrt {2+{\sqrt {2+\cdots }}}}}}}}}
جواب یک عدد گویاست. عدد گویا را می‌توان با قرار دادن {\displaystyle x} در زیر رادیکال به دست آورد به صورت:
{\displaystyle x={\sqrt {2+x}}.}
اگر این سئوال را حل می‌کنیم، به جواب x = ۲ می‌رسیم. از این تقریب می‌توانیم در هر جایی که n> ۰ استفاده کنیم:
{\displaystyle {\sqrt {n+{\sqrt {n+{\sqrt {n+{\sqrt {n+\cdots }}}}}}}}={\frac {1+{\sqrt {1+4n}}}{2}}.}
همین رویه را می‌توان به صورت زیر داشت:
{\displaystyle {\sqrt {n-{\sqrt {n-{\sqrt {n-{\sqrt {n-\cdots }}}}}}}}={\frac {-1+{\sqrt {1+4n}}}{2}}.}
این روش برای تمام مقادیر {\displaystyle n}، یک مقدار {\displaystyle x} گویا می‌دهد، مانند:
{\displaystyle {n}={x^{2}}+{x}.\,}

## ریشه دوم بیست عدد صحیح مثبت
| {\displaystyle {\sqrt {1}}}  | {\displaystyle =\,}      | ۱                                                                                    |
| {\displaystyle {\sqrt {2}}}  | {\displaystyle \approx } | ۱٫۴۱۴۲۱۳۵۶۲۳ ۷۳۰۹۵۰۴۸۸۰ ۱۶۸۸۷۲۴۲۰۹ ۶۹۸۰۷۸۵۶۹۶ ۷۱۸۷۵۳۷۶۹۴ ۸۰۷۳۱۷۶۶۷۹ ۷۳۷۹۹۰۷۳۲۴ ۷۸۴۶۲ |
| {\displaystyle {\sqrt {3}}}  | {\displaystyle \approx } | ۱٫۷۳۲۰۵۰۸۰۷۵ ۶۸۸۷۷۲۹۳۵۲ ۷۴۴۶۳۴۱۵۰۵ ۸۷۲۳۶۶۹۴۲۸ ۰۵۲۵۳۸۱۰۳۸ ۰۶۲۸۰۵۵۸۰۶ ۹۷۹۴۵۱۹۳۳۰ ۱۶۹۰۹ |
| {\displaystyle {\sqrt {4}}}  | {\displaystyle =\,}      | ۲                                                                                    |
| {\displaystyle {\sqrt {5}}}  | {\displaystyle \approx } | ۲٫۲۳۶۰۶۷۹۷۷۴ ۹۹۷۸۹۶۹۶۴۰ ۹۱۷۳۶۶۸۷۳۱ ۲۷۶۲۳۵۴۴۰۶ ۱۸۳۵۹۶۱۱۵۲ ۵۷۲۴۲۷۰۸۹۷ ۲۴۵۴۱۰۵۲۰۹ ۲۵۶۳۸ |
| {\displaystyle {\sqrt {6}}}  | {\displaystyle \approx } | ۲٫۴۴۹۴۸۹۷۴۲۷ ۸۳۱۷۸۰۹۸۱۹ ۷۲۸۴۰۷۴۷۰۵ ۸۹۱۳۹۱۹۶۵۹ ۴۷۴۸۰۶۵۶۶۷ ۰۱۲۸۴۳۲۶۹۲ ۵۶۷۲۵۰۹۶۰۳ ۷۷۴۵۷ |
| {\displaystyle {\sqrt {7}}}  | {\displaystyle \approx } | ۲٫۶۴۵۷۵۱۳۱۱۰ ۶۴۵۹۰۵۹۰۵۰ ۱۶۱۵۷۵۳۶۳۹ ۲۶۰۴۲۵۷۱۰۲ ۵۹۱۸۳۰۸۲۴۵ ۰۱۸۰۳۶۸۳۳۴ ۴۵۹۲۰۱۰۶۸۸ ۲۳۲۳۰ |
| {\displaystyle {\sqrt {8}}}  | {\displaystyle \approx } | ۲٫۸۲۸۴۲۷۱۲۴۷ ۴۶۱۹۰۰۹۷۶۰ ۳۳۷۷۴۴۸۴۱۹ ۳۹۶۱۵۷۱۳۹۳ ۴۳۷۵۰۷۵۳۸۹ ۶۱۴۶۳۵۳۳۵۹ ۴۷۵۹۸۱۴۶۴۹ ۵۶۹۲۴ |
| {\displaystyle {\sqrt {9}}}  | {\displaystyle =\,}      | ۳                                                                                    |
| {\displaystyle {\sqrt {10}}} | {\displaystyle \approx } | ۳٫۱۶۲۲۷۷۶۶۰۱ ۶۸۳۷۹۳۳۱۹۹ ۸۸۹۳۵۴۴۴۳۲ ۷۱۸۵۳۳۷۱۹۵ ۵۵۱۳۹۳۲۵۲۱ ۶۸۲۶۸۵۷۵۰۴ ۸۵۲۷۹۲۵۹۴۴ ۳۸۶۳۹ |
| {\displaystyle {\sqrt {11}}} | {\displaystyle \approx } | ۳٫۳۱۶۶۲۴۷۹۰۳ ۵۵۳۹۹۸۴۹۱۱ ۴۹۳۲۷۳۶۶۷۰ ۶۸۶۶۸۳۹۲۷۰ ۸۸۵۴۵۵۸۹۳۵ ۳۵۹۷۰۵۸۶۸۲ ۱۴۶۱۱۶۴۸۴۶ ۴۲۶۰۹ |
| {\displaystyle {\sqrt {12}}} | {\displaystyle \approx } | ۳٫۴۶۴۱۰۱۶۱۵۱ ۳۷۷۵۴۵۸۷۰۵ ۴۸۹۲۶۸۳۰۱۱ ۷۴۴۷۳۳۸۸۵۶ ۱۰۵۰۷۶۲۰۷۶ ۱۲۵۶۱۱۱۶۱۳ ۹۵۸۹۰۳۸۶۶۰ ۳۳۸۱۸ |
| {\displaystyle {\sqrt {13}}} | {\displaystyle \approx } | ۳٫۶۰۵۵۵۱۲۷۵۴ ۶۳۹۸۹۲۹۳۱۱ ۹۲۲۱۲۶۷۴۷۰ ۴۹۵۹۴۶۲۵۱۲ ۹۶۵۷۳۸۴۵۲۴ ۶۲۱۲۷۱۰۴۵۳ ۰۵۶۲۲۷۱۶۶۹ ۴۸۲۹۳ |
| {\displaystyle {\sqrt {14}}} | {\displaystyle \approx } | ۳٫۷۴۱۶۵۷۳۸۶۷ ۷۳۹۴۱۳۸۵۵۸ ۳۷۴۸۷۳۲۳۱۶ ۵۴۹۳۰۱۷۵۶۰ ۱۹۸۰۷۷۷۸۷۲ ۶۹۴۶۳۰۳۷۴۵ ۴۶۷۳۲۰۰۳۵۱ ۵۶۳۰۷ |
| {\displaystyle {\sqrt {15}}} | {\displaystyle \approx } | ۳٫۸۷۲۹۸۳۳۴۶۲ ۰۷۴۱۶۸۸۵۱۷ ۹۲۶۵۳۹۹۷۸۲ ۳۹۹۶۱۰۸۳۲۹ ۲۱۷۰۵۲۹۱۵۹ ۰۸۲۶۵۸۷۵۷۳ ۷۶۶۱۱۳۴۸۳۰ ۹۱۹۳۷ |
| {\displaystyle {\sqrt {16}}} | {\displaystyle =\,}      | ۴                                                                                    |
| {\displaystyle {\sqrt {17}}} | {\displaystyle \approx } | ۴٫۱۲۳۱۰۵۶۲۵۶ ۱۷۶۶۰۵۴۹۸۲ ۱۴۰۹۸۵۵۹۷۴ ۰۷۷۰۲۵۱۴۷۱ ۹۹۲۲۵۳۷۳۶۲ ۰۴۳۴۳۹۸۶۳۳ ۵۷۳۰۹۴۹۵۴۳ ۴۶۳۳۸ |
| {\displaystyle {\sqrt {18}}} | {\displaystyle \approx } | ۴٫۲۴۲۶۴۰۶۸۷۱ ۱۹۲۸۵۱۴۶۴۰ ۵۰۶۶۱۷۲۶۲۹ ۰۹۴۲۳۵۷۰۹۰ ۱۵۶۲۶۱۳۰۸۴ ۴۲۱۹۵۳۰۰۳۹ ۲۱۳۹۷۲۱۹۷۴ ۳۵۳۸۶ |
| {\displaystyle {\sqrt {19}}} | {\displaystyle \approx } | ۴٫۳۵۸۸۹۸۹۴۳۵ ۴۰۶۷۳۵۵۲۲۳ ۶۹۸۱۹۸۳۸۵۹ ۶۱۵۶۵۹۱۳۷۰ ۰۳۹۲۵۲۳۲۴۴ ۴۹۳۶۸۹۰۳۴۴ ۱۳۸۱۵۹۵۵۷۳ ۲۸۲۰۳ |
| {\displaystyle {\sqrt {20}}} | {\displaystyle \approx } | ۴٫۴۷۲۱۳۵۹۵۴۹ ۹۹۵۷۹۳۹۲۸۱ ۸۳۴۷۳۳۷۴۶۲ ۵۵۲۴۷۰۸۸۱۲ ۳۶۷۱۹۲۲۳۰۵ ۱۴۴۸۵۴۱۷۹۴ ۴۹۰۸۲۱۰۴۱۸ ۵۱۲۷۶ |

## ساختار هندسی ریشه دوم
ریشه دوم می‌تواند به صورت منحنی ساخته شود. اقلیدس روشی را برای بدست آوردن میانگین هندسی دو عدد مختلف ساخته‌است: Proposition II.۱۴ و Proposition VI.۱۳. میانگین هندسی دو عدد {\displaystyle a} و {\displaystyle b} برابر است با {\displaystyle {\sqrt {ab}}} و در صورتی که {\displaystyle b=1} باشد می‌توان از {\displaystyle {\sqrt {a}}} استفاده کرد.
چنین روشی را رنه دکارت هم گفته بود، که می‌توانید آن را در تمرین دوم صفحه دوم ببینید. اگر چه دکارت هیچ ادعایی برای اینکه مطلبی جدید را آورده نداشت و همه افراد آن را از آن اقلیدس می‌دانستند.

## مفهوم جذر
1. هر عدد مثبت بجز ۱، دو ریشه دوم دارد که یکی، قرینه دیگری است.
2. در جذرگیری، تنها عدد مثبت در نظر گرفته می‌شود. جذر با علامت ({\displaystyle {\sqrt {}}}) نشان داده می‌شود.
3. اعداد منفی، جذر ندارند؛ چون مجذور هیچ عددی منفی نمی‌شود.
4. جذر اعداد ۰ و ۱، برابر با خود آن اعداد هستند.

## جذر تقریبی
برای بدست آوردن جذر تقریبی اعداد ابتدا باید ببینیم که آن عدد بین کدام یک از مجذورهای کامل قبل و بعد وجود دارد؛ فرضاً جذر تقریبی عدد ۵۶ را می‌خواهیم حساب کنیم.
عدد ۵۶ بین دو عدد ۴۹ و ۶۴ که مجذور کامل هستند قرار دارند. پس:
{\displaystyle 49<56<64}
{\displaystyle {\sqrt {49}}<{\sqrt {56}}<{\sqrt {64}}}
{\displaystyle 7<{\sqrt {56}}<8}

### خلاصه مراحل محاسبه جذر تقریبی
1. مشخص می‌کنیم که عدد مورد نظر بین کدام دو عدد صحیح متوالی است.
2. عدد وسط آن دو عدد صحیح را مشخص کرده و مجذور آن را حساب می‌کنیم.
3. اگر مجذور عدد وسط، بزرگتر از عددی است که می‌خواهیم جذر آن را محاسبه کنیم، ۴ عدد کمتر و اگر کوچکتر است، ۴ عدد بیشتر از عدد وسط را در جدول می‌نویسیم.
4. مجذور هر یک از این ۴ عدد را بدست می‌آوریم و با عدد مورد نظر مقایسه می‌کنیم.
5. جذر تقریبی (تا یک رقم اعشار) برابر با عددی است که مجذورش به عدد مورد نظر نزدیکتر باشد.
6. برای محاسبه جذر تا دو رقم اعشار، مراحل ۱ تا ۵ را برای اعداد با یک رقم اعشار انجام می‌دهیم و برای ارقام اعشاری بالاتر باز هم ادامه می‌دهیم.

## پیشینه
در هند باستان، استفاده از ریشه دوم به سولبا سوتراس برمی گردد، که حدود ۵۰۰–۸۰۰ سال قبل از میلاد بوده‌است. اولین روش برای یافتن ریشه دوم عدد ۲ و ۳ توسط بودایانا سولبا سوترا ارائه شده بود.
آریاباتا در آریاباتیا (قسمت ۲٫۴) هم روشی برای به دست آوردن ریشه دوم اعداد چندرقمی داده بود.
د.ا. اسمیت در کتاب تاریخ ریاضی گفته‌است، «در اروپا چنین روش‌هایی (برای پیدا کردن ریشه دوم و مربع یک عدد) قبل از کاتنو (۱۵۴۶) استفاده نمی‌شده‌است. او روش‌هایی را برای به دست آوردن ریشه دوم، با استفاده از روش آریاباتا ارائه کرده بود.»